# Eligmoderma convexicolle
Eligmoderma convexicolle là một loài bọ cánh cứng trong họ Cerambycidae.